# Vedbæk
Vedbæk est un quartier de banlieue riche situé sur la côte au nord de Copenhague au Danemark.
Il appartient à la municipalité de Rudersdal et a fusionné avec la ville de Hørsholm au nord. La zone est habitée depuis au moins 7 000 ans, comme en témoigne la découverte d'un cimetière mésolithique de la culture d'Ertebølle. Au XVIe siècle, il y avait quelques petites fermes et maisons de pêcheurs sur le site et au XVIIIe siècle, des citadins aisés de Copenhague ont commencé à construire des maisons de campagne dans la région.
Vedbæk a fusionné avec Trørød et Gammel Holte.

## Histoire
La région de Vedbæk est habitée depuis au moins 7 000 ans, comme en témoignent les découvertes dites de Vedbæk provenant du site archéologique de Bøgebakken, un cimetière mésolithique de la culture d'Ertebølle. Le cimetière est situé dans la partie nord de la tourbière de Maglemosen et a été découvert en 1975 lors des fouilles de la nouvelle école de Vedbæk. Un exemple des découvertes de ce cimetière culturel comprend les corps d'une jeune femme avec un collier fait de dents et son nouveau-né. L'enfant est placé dans l'aile d'un cygne avec un couteau en silex à la hanche. Les objets funéraires de l'enfant suggèrent que la culture impliquait l'attribution d'un statut – le passage du pouvoir entre les générations. Les résultats statistiques du cimetière sont les suivants : 22 corps individuels (4 nouveau-nés et 8 morts avant l'âge de 20 ans). Il y avait 9 hommes, dont 5 de plus de 50 ans, et 8 femmes : 2 sont décédées avant l'âge de 20 ans, 3 ont vécu jusqu'à plus de 40 ans. Deux femmes sont mortes en couches (dont la jeune femme mentionnée ci-dessus) et ont été enterrées avec leurs nouveau-nés à leurs côtés. Le taux de mortalité infantile est d'environ 35 %.
Le nom Vedbæk est connu depuis 1535 et est dérivé du vieux danois pour « forêt » et de bæk, qui signifie « ruisseau ». Le village d'origine était constitué de petites fermes et de maisons de pêcheurs. Cinq familles s'occupaient de la pêche en 1787.
Au XVIIIe siècle, plusieurs maisons de campagne furent construites dans le quartier par des citoyens aisés de Copenhague.
Le premier bateau à vapeur du Danemark, le bateau à aubes Caledonia, opérait entre Copenhague et Helsingør, faisant escale à Vedbæk en chemin. Cela a entraîné une augmentation significative de l'afflux de touristes.
La gare de Vedbæk a ouvert ses portes en 1897, entraînant une urbanisation accrue. Le port de la ville a été construit entre 1917 et 1919.
L'équipe nationale danoise de football s'est entraînée au Vedbæk Stadion pendant 25 ans, avant de déménager à Helsingør en 2008.
Entre 1973 et 2006, le commandement de la défense danoise était situé à Vedbæk.

## Personnalités liées à la commune

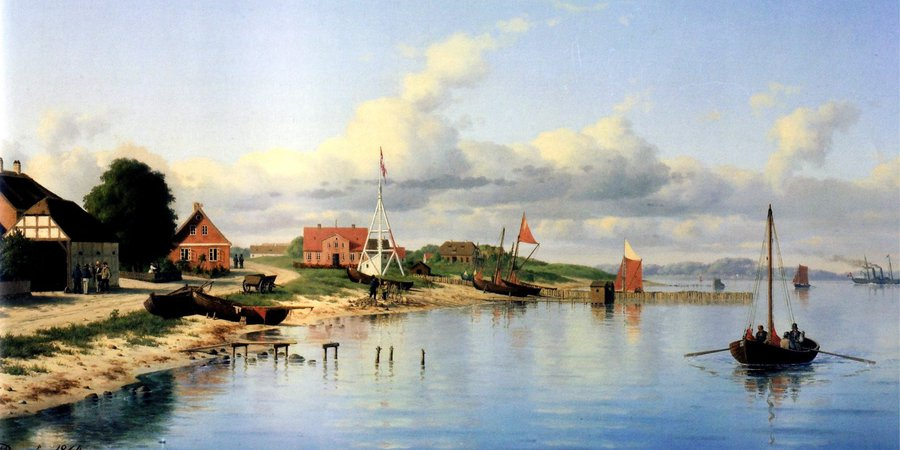
Vedbæk, vu de la jetée, 1864, Carl Baagøe

- Andreas Munch (1811 – 1884 à Vedbæk), poète, romancier et dramaturge
- Georg Høeberg (1872 – 1950 à Vedbaek) violoniste, chef d'orchestre et compositeur danois
- Aksel Andersen (1912 – 1977 à Vedbæk) organiste classique danois, compositeur et universitaire d'origine américaine
- Bodil Kjer (1917 – 2003 à Vedbæk), actrice danoise
- William Clem (2004-), footballeur né à Vedbæk.